# Villars (Loire)
Villars é uma comuna francesa na região administrativa de Auvérnia-Ródano-Alpes, no departamento de Loire. Estende-se por uma área de 5,72 km². Em 2010 a comuna tinha 8 111 habitantes (densidade: 1 418 hab./km²).